# Zastava Yugo
Yugo /sprva Jugo/ je bil trovratni osebni avtomobil, ki so ga med letoma 1980 in 2008 izdelovali v tovarni Crvena Zastava. Zrisal ga je Giorgetto Giugiaro in je bil narejen na šasiji uspešnega italijanskega avtomobila Fiat 127. Sprva je bilo novo vozilo označeno kot model 102. Ročno izdelanega so jeseni leta 1977 najprej podarili jugoslovanskemu predsedniku Titu. 
Yugo je bil zasnovan kot družinski avtomobil, ki je nasledil popularnega fička (Zastava 750). Vsa leta proizvodnje je vozilo ohranjalo bolj ali manj enako zunanjo podobo - v večini je šlo za kozmetične in manjše tehnološke popravke. Vozilo so nekajkrat preimenovali, vendar je v zavesti vseh ostalo prvotno ime.

## Različice
- Jugo 45
  - Jugo 45L
  - Jugo 45A
  - Jugo 45E
  - Yugo 45AX
  - Yugo koral 45
- Jugo 55
  - Jugo 55A
  - Jugo 55E
  - Yugo 55AX
  - Yugo koral 55
- Yugo 60
  - Yugo koral 60
  - Yugo 60efi
- Yugo 65
  - Yugo koral 65
  - Yugo 65efi
- Yugo GV
  - Yugo GV
  - Yugo GV Plus (ZDA)
  - Yugo GVC ZDA)
  - Yugo GVL (ZDA)
  - Yugo GVS (ZDA)
  - Yugo GVX (ZDA)
- Yugo cabrio
  - Yugo koral cabrio
  - Innocenti Koral Cabrio (Italija)
- Yugo Tempo (od 1991)

## Tehnične značilnosti (velja za model Yugo 45)
- premer bata: 65 mm
- hod bata: 68 mm
- prostornina: 903 ccm
- stopnja kompresije: 9
- največja moč: 33,1 KW
- največji navor: 62,8 Nm
- pnevmatike: 145 SRx13
- teža vozila: 750 kg
- nosilnost: 5 oseb + 50 kg
- obtežitev strehe: 50 kg
- prostornina rezervoarja: 30 l
- gorivo: bencin 98 oktanov

## Konec proizvodnje
20. novembra 2008 je tovarno Zastava zapustil zadnji Yugo. Skupno so jih v vseh letih proizvodnje izdelali 794.428. Avtomobili so bili na voljo poleg jugoslovanskega trga tudi v nekaterih evropskih državah in ZDA.

### Yugo v pop kulturi
Film
- Inspektor Gadget
- Dragnet
- Kdo je ubil Mono?
- Bowfinger
- Umri pokončno 3
- Vran
- Houston, imamo problem

Roman
- Catalyst
- Florida Roadkill
- Needful Things
- The Last stand, Stephen King

Pesem
- »In a Yugo«, Paul Shanklin
- »Yugo 45«, Zabranjeno Pušenje

Televizija
- Saturday Night Live
- The Simpsons
- Whose line is it anyway?
- Fast and loud: sezona 4, epizoda 7

Glasbeni video spot
- v pesmi The Day That Never Comes, Metallica
- v pesmi: Baba malo me njaj : D'kwashen retashy